# Paniza
Paniza est une commune d’Espagne, dans la province de Saragosse, communauté autonome d'Aragon comarque de Campo de Cariñena. Cette commune fait partie de l'AOC de Cariñena.

## Démographie
Selon le recensement de 2011, la population de Paniza était de 766 habitants.

## Personnalités liées à la commune
- Julio Palacios (1891-1970), grand physicien espagnol, est né à Paniza;
- Domingo Laín Sáenz prêtre espagnol et guérillero de l'Armée de libération nationale (Colombie)

## Jumelage
- Vœuil-et-Giget (France) depuis 1994 (fr)